# الحلة (إسنا)
قرية الحلة هي إحدى القرى التابعة لمركز إسنا في محافظة الأقصر في جمهورية مصر العربية. حسب إحصاءات سنة 2006، بلغ إجمالي السكان في الحلة 18211 نسمة، منهم 9346 رجل و8865 امرأة.